# 울슈타인슈트라세역
울슈타인슈트라세역(U-Bahnhof Ullsteinstraße)은 베를린 템펠호프쇠네베르크구 템펠호프에 있는 U6의 역이다. 1966년 2월 28일 CII선의 템펠호프역-알트마리엔도르프역 연장 구간 개통 당시에 개업했다. 템펠호프항(Hafen Tempelhof) 및 울슈타인하우스(Ullsteinhaus) 서쪽에 있으며, 텔토 운하를 건너는 슈투벤라우흐교(Stubenrauchbrücke) 아래에 역사가 있다.

## 역사

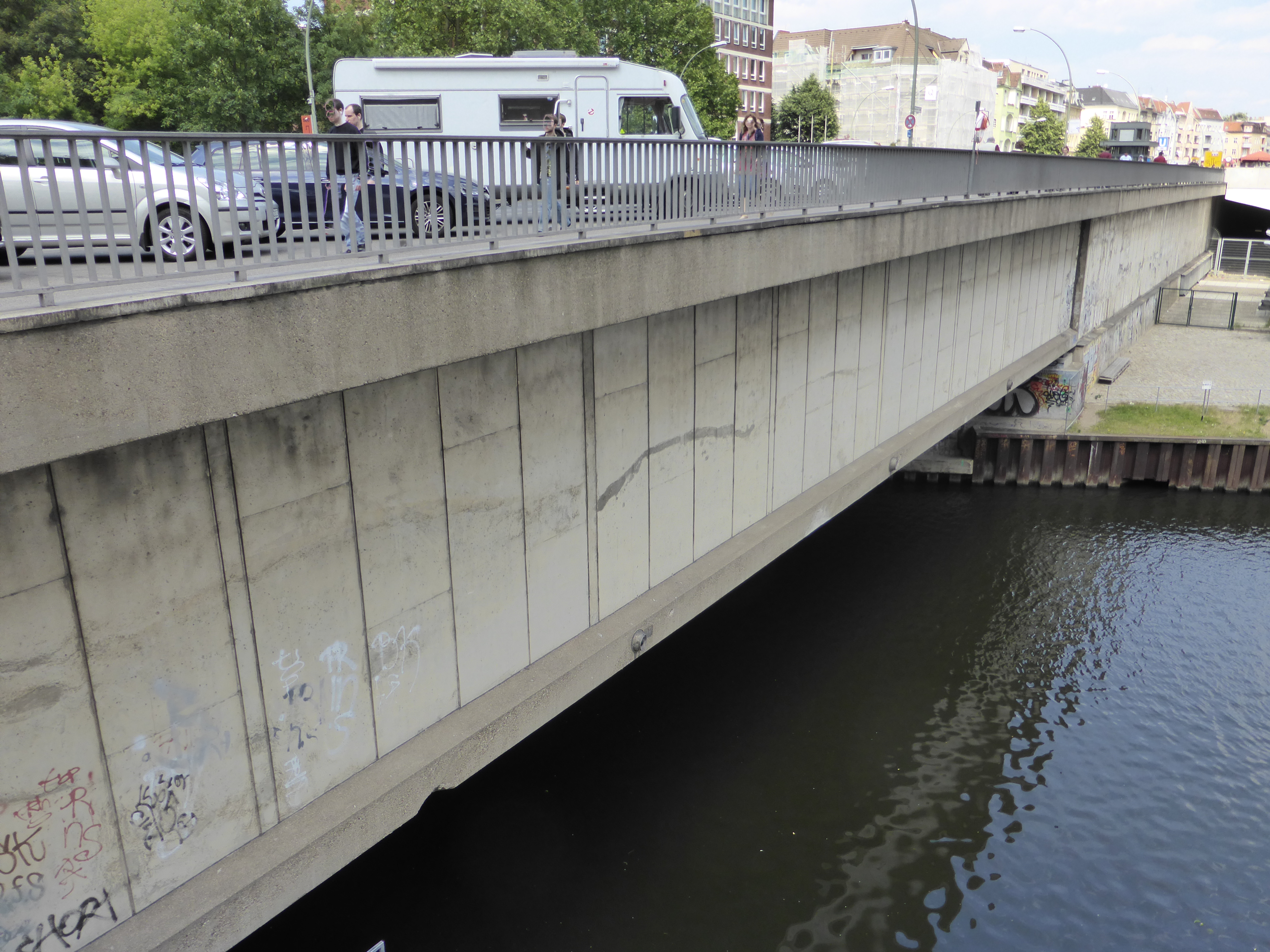
역사 구조물이 있는 교량 하부

C선의 마리엔도르프 방면 연장은 1930년대에 이미 계획되어 있었고 1961년에 착공했다. 라이너 륌러가 역사를 설계했다. 노선이 텔토 운하를 건너게 되면서 베를린에서는 흔하지 않은 구조로 역사를 건설했다. 도시 철도 노선은 이 노선을 위해서 건설된 슈투벤라우흐교(Stubenrauchbrücke)의 한 쪽을 통해서 텔토 운하를 건넌다. 역사 구조물은 교량 하부 공간에 철근 콘크리트 구조물로 건설되었다. 역사 구조물은 동부 교량에 있으며, 이를 위해서 서부 교량보다 동부 교량이 높게 설치되어 있다. 교량 하부를 통과할 수 있는 선박의 최대 높이는 4.60 m이다.
승강장 길이는 110 m, 폭은 9 m이다. 동시기에 건설된 U7 뫼케른브뤼케역과 비슷하게 설계되었다. 선로 외벽은 노란색 타일로 마감되었고, 교량 하부에 설치된 벽과 승강장 내 기둥은 어두운 현무암 재질로 마감되었다. 바닥은 밝은 세라믹 타일로 마감되었다. 초기에 설치된 역사 내 안내 방송 시스템은 중앙 스피커 단 한 개로만 소리를 출력했으며, 승강장을 따라서 설치된 공기통의 개구부를 따라서 방송이 전달되었다. 이후에는 일반적인 안내 방송 시스템이 설치되었다.
1년간의 공사 끝에 2013년 10월부터 엘리베이터 운영이 시작되었다.
2022년 상반기에는 역 천장부의 균열을 보강하기 위한 공사가 진행되었다.
베를린 버스 170번과 환승 가능하다.

## 인접 철도역
| 베를린 지하철 6호선                      | 베를린 지하철 6호선 | 베를린 지하철 6호선                |
| ---------------------------------------- | ------------------- | ---------------------------------- |
| 카이저린아우구스타슈트라세 알트테겔 방면 | U6                  | 베스트팔베크 알트마리엔도르프 방면 |

## 참고 문헌
- Jürgen Meyer-Kronthaler (1996). 《Berlins U-Bahnhöfe. Die ersten hundert Jahre》. Berlin: be.bra verlag. 282쪽. ISBN 3-930863-16-2.